# Semnam
Semnam är ett mon-khmerspråk med ungefär 250 talare i Västmalaysia. Nästan alla talare av språket bor i Air Bah, där semnam är majoritetsspråket. Semnam är ett utrotningshotat språk. De flesta talarna av semnam har viss utbildning i malajiska och kan läsa det. Semnam är dock inte ett skriftspråk.

## Fonologi
Semnam har följande konsonanter:
|             | Bilabial | Alveolar | Palatala | Velar | Uvular | Glottal |
| ----------- | -------- | -------- | -------- | ----- | ------ | ------- |
| Klusil      | p b      | t d      | c ɟ      | k g   |        | ʔ       |
| Nasal       | m        | n        | ɲ        | ŋ     |        |         |
| Frikativa   |          |          | s        |       | ʁ      | h       |
| Likvida     |          | r l      |          |       |        |         |
| Approximant | w        |          | j        |       |        |         |

Alla dessa är vanliga, förutom r och ʁ.